# Гіперзвуковий політ

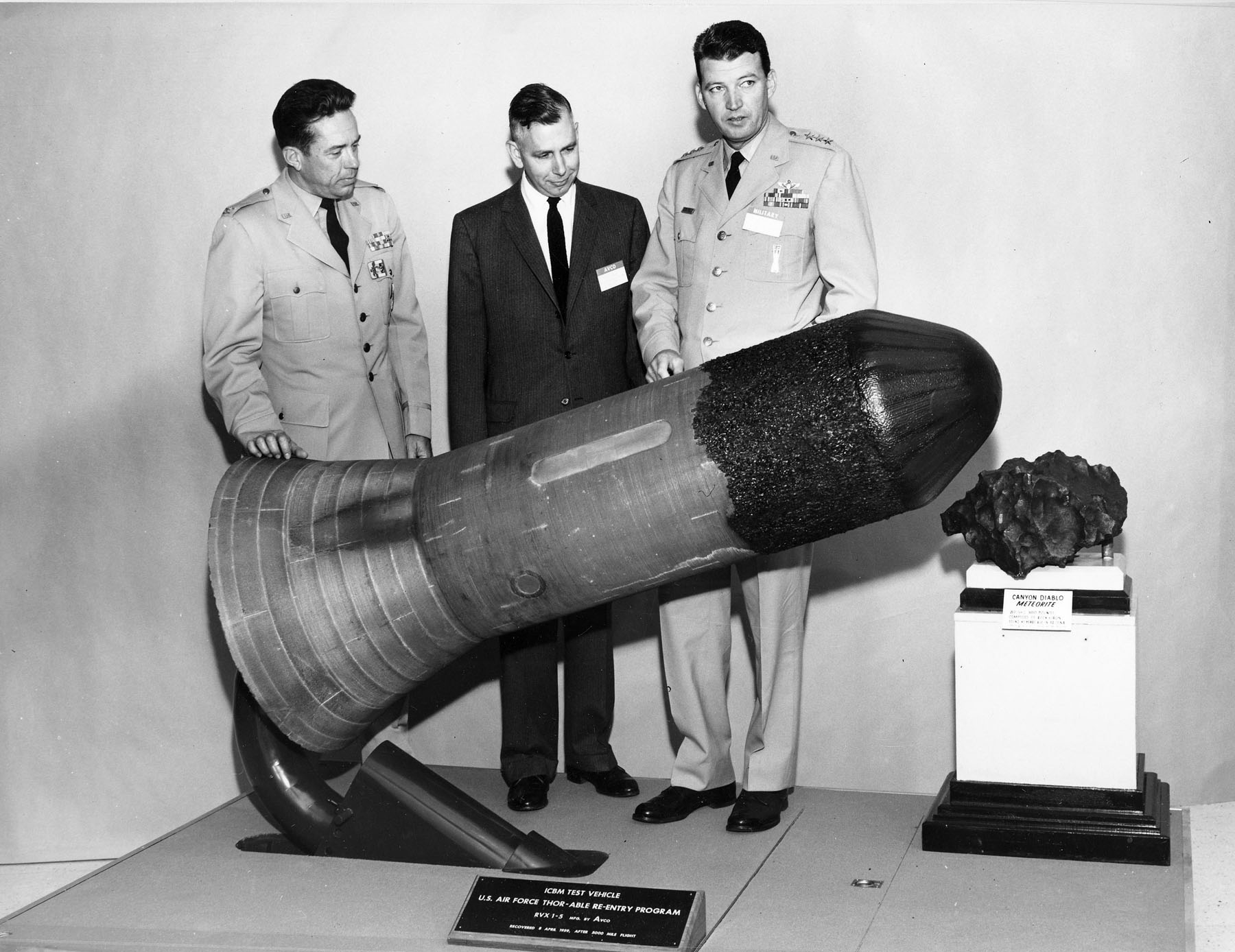
Входженний в атмосферу апарат (RV) після 8000 кілометрів польоту, 1959 рік. Зверніть увагу на почорнілий кінчик RV через аеродинамічний нагрів. Порівняйте з ефектом аеродинамічного нагрівання залізного метеорита праворуч.

Гіперзвуковий політ — це політ через атмосферу на висоті нижче приблизно 90 км зі швидкістю понад 5 Махів, швидкістю, при якій дисоціація повітря починає ставати значною та існують високі теплові навантаження. Станом на 2020 рік під термосферою було досягнуто швидкості понад 25 Махів.

## Історія
Першим виготовленим об'єктом, який досяг гіперзвукового польоту, була двоступенева ракета «Бампер», що складається з другого ступеня WAC Corporal, встановленого на першому ступені балістичної ракети Фау-2. У лютому 1949 року в Вайт-Сендс ракета досягла швидкості 8,290 км/год (5 150 миль/год) або приблизно 6,7 Маха. Однак транспортний засіб згорів під час входу в атмосферу, і були знайдені лише обвуглені залишки. У квітні 1961 року російський майор Юрій Гагарін став першою людиною, яка здійснила подорож на гіперзвуковій швидкості під час першого в світі пілотованого орбітального польоту. Незабаром після цього, у травні 1961 року, Алан Шепард став першим американцем і другою людиною, яка літала на гіперзвуку, коли його капсула повернулася в атмосферу на швидкості понад 5 Махів наприкінці його суборбітального польоту над Атлантичним океаном.
У листопаді 1961 року майор ВПС Роберт Вайт керував дослідницьким літаком X-15 зі швидкістю понад 6 Махів. 3 жовтня 1967 року в Каліфорнії Х-15 досяг швидкості 6,7 Маха.
Проблема повторного входу космічного корабля була широко досліджена. NASA X-43 A літав на ГПВРД протягом 10 секунд, а потім планував 10 хвилин під час свого останнього польоту в 2004 році. У 2013 році Boeing X-51 Waverider літав на ГПВРД протягом 210 секунд, нарешті досягши швидкості 5,1 Маха під час свого четвертого випробувального польоту. Відтоді гіперзвуковий режим став предметом подальших досліджень у 21 столітті та стратегічної конкуренції між Сполученими Штатами, Індією, Росією та Китаєм.

## Зброя
Два основних типи гіперзвукової зброї — це гіперзвукові крилаті ракети та гіперзвукові плануючі апарати. Гіперзвукова зброя, за визначенням, рухається в п'ять або більше разів швидше за швидкість звуку. Гіперзвукові крилаті ракети, які оснащені ГВРД, обмежені дальністю нижче 100,000 фута (30,480 м); гіперзвукові ковзаючі апарати можуть рухатися вище.
Гіперзвукові апарати набагато повільніші за балістичні (тобто суборбітальні або фракційно-орбітальні) ракети, оскільки вони рухаються в атмосфері, а балістичні ракети подорожують у вакуумі над атмосферою. Однак вони можуть використовувати атмосферу для маневру, що робить їх здатними до великих кутів відхилень від балістичної траєкторії. Гіперзвуковий плануючий апарат зазвичай запускається з балістичним першим ступенем, потім розгортає крила та перемикається на гіперзвуковий політ, коли він знову входить в атмосферу, дозволяючи останньому ступеню уникнути всіх існуючих систем протиракетного ядерного захисту, які були розроблені лише для балістичних ракет.
Згідно зі звітом CNBC за липень 2019 року (а тепер у звіті CNN за 2022 рік), Росія та Китай лідирують у розробці гіперзвукової зброї, поступаючись Сполученим Штатам і в цьому. У цьому випадку проблему вирішують у рамках спільної програми всього Міністерства оборони. Щоб задовольнити цю потребу в розробці, армія США бере участь у спільній програмі з ВМС і ВПС США з розробки гіперзвукового ковзаючого корпусу. Індія також розробляє таку зброю. Франція та Австралія також можуть розробляти цю технологію. Японія набуває як ГПВРД (гіперзвукова крилата ракета), так і плануючу зброю (гіпершвидкісний плануючий снаряд).

## Космолітаки
- Спейс Шаттл (пілотований)
- Буран (проектований для пілотованого польоту, літав лише без екіпажу)[32]
- RLV-TD[en][33]
- Boeing X-37[34]
- Шеньлун[35]
- IXV[36]
- БОР-4[en][37]
- Martin X-23 PRIME[en][38]
- ASSET[en][39]
- HYFLEX[en][40]
- CSSHQ[en] (статус суперечливий)
- Jiageng-1[41]

## Скасовані проєкти

### Гіперзвуковий літак
- Silbervogel (бомбардувальник)[42]
- Келдиш бомбардувальник[43]
- Туполєв Ту-360, наступник Ту-160
- Туполєв Ту-2000[44]
- Lockheed L-301

### Космолітаки
- Boeing X-20 Dyna-Soar
- Rockwell X-30 (Національний аерокосмічний літак)
- Orbital Sciences X-34
- Mikoyan-Gurevich MiG-105
- Tsien Spaceplane 1949[45]
- HOPE-X[46]
- XCOR Lynx
- Lockheed Martin X-33[47]
- Гермес[48]
- Прометей[49]
- Ракетний пусковий комплекс HL-20
- HL-42
- BAC Mustard[50]
- Kliper[51]
- ХОТОЛ
- Valier Raketenschiff[52]
- Rockwell C-1057[53]